# Рокецький Володимир Юліанович
Рокецький Володимир Юліанович (3 листопада 1947, Носів — 14 жовтня 1999, Бережани) — учасник національно-державницького руху, поет, автор самвидаву, підприємець, меценат.

## Біографія
Після закінчення Завалівської середньої школи отримав запрошення викладати літературу у восьмирічній школі села Поплави.
У 1964 р. призваний до війська. Три з половиною роки служив на флоті в Сєвєроморську.
Після демобілізації, у грудні 1969 р., став слухачем підготовчого відділення юридичного факультету Львівського національного університету імені Івана Франка. Ставши студентом ЛДУ, перевівся на юридичний факультет Київського університету.
22 травня 1971 р., на річницю перепоховання Шевченка, прочитав біля його пам'ятника в Києві вірш Данила Кулиняка «Ліс рубають», за що був відрахований з університету. Після відрахування влаштувався робітником Київського спеціального будівельно-монтажного управління зв'язку № 2. Саме там сформувалося ядро організації «Каменяр», засновниками якої стали робітник Михайло Гомбковський, робітник Ярослав Смалюк, майбутній журналіст Василь Гнущак.
14 січня 1972 р. Володимир Рокецький був заарештований. А 18 січня слідчий КДБ провів обшук у батьків у Носові, вилучивши навіть дитячі записники. Йому були інкриміновані вірші, зокрема, «Ліс рубають» Д. Калиняка, авторство якого Рокецький взяв на себе, незакінчену повість «Пам'ять чистих джерел», політичний памфлет "Вітальна телеграма українському уряду з нагоди святкування 315-ї річниці кровопроводу «Україна — Москва» та ін.
6 червня 1972 р. Київський обласний суд під головуванням Ю. І. Мацка виніс вирок: 5 р. таборів суворого режиму за ч.1 ст. 62 КК УРСР «антирадянська агітація і пропаганда». Відправлений етапом у табір ЖХ-385/3-5, с. Барашево Мордовської АССР. У вересні 1973 р. Володимира привозили з Мордовії у Львів, щоб дав свідчення проти студентів свого факультету, але він нікого не видав і організація «Каменяр» ніколи не була викрита.
У Барашевлагу карався разом з Василем Стусом, де вивчив 50 його віршів, які потім записав і передав Михайлині Коцюбинській. Після кількох покарань ШІЗО був перенаправлений судом на тюремний режим у Владимирську тюрму.
Перед звільненням етапований до Тернополя. 14 січня 1977 року повернувся до батьків у Носів.
Улітку 1977 р. одружився з Ганною Володимирівною, переїхав в м. Бережани, де працював завскладом у ПМК. Мали двох синів.
У другій половині 80-х рр. нагляд КДБ ослаб і Володимир зміг проявити себе діяльним громадянином України. Зайнявся підприємництвом: постачав нафту та нафтопродукти в область і райони. З прибутків допомагав школам і дитсадкам, ініціював і вкладав кошти у створення меморіалу з церков на горі Лисоня, його коштом збудована церква на хуторі Соколиця, ініціював відкриття символічної могили з пам'ятним знаком на цвинтарі в Старому Місті бійцям УПА, які загинули у криївці (у тому числі і його двоюрідний брат Володимир Клюба).
За добродійну діяльність і за забезпечення селян нафтопродуктами під час сівби 1994 р. Володимир Рокецький був визнаний Людиною року Тернопільської області.
У 1996 році був реабілітований
Помер 14 січня 1999 року у Бережанах, похований у Носові.

## Нагороди
- Людина року (Тернопільщина, 1994 рік)
- Почесний громадянин Бережан (з 2006 року)